# Vincenzo Renieri
Vincenzo Renieri (Genova, 30 marzo 1606 – Pisa, 5 novembre 1647) è stato un religioso, astronomo e matematico italiano.
Fu amico e discepolo di Galileo Galilei.

## Biografia
Monaco benedettino olivetano, il suo nome di battesimo era Giovanni Paolo.
Fu a Roma nel 1623, poi ad Arezzo dal 1624 al 1625, ad Ascoli Piceno dal 1626 al 1629, a Monte Oliveto dal 1630 al 1631, e a Siena dal 1632 dove l'anno seguente, incontrò Galilei che, ormai cieco, gli diede tutti i documenti contenenti le sue osservazioni e calcoli sui pianeti medicei, affinché ne calcolasse le effemeridi che però non compaiono nelle Tabulae mediceae. Ad Arcetri conobbe e divenne amico di Vincenzo Viviani.
Dal 1636 insegnò privatamente matematica e astronomia a Genova ed ebbe fra i suoi allievi Daniele Spinola.
Nel 1639 pubblica a Firenze la Tabulae Mediceae secundorum Mobilium universales.
Nel 1640 a seguito della morte di Dino Peri, con l'appoggio del principe Leopoldo de' Medici e di Galilei, Renieri lo sostituì come professore di matematica presso l'Università di Pisa. In seguito ebbe anche la cattedra di greco, che aveva insegnato per molti anni nelle scuole della sua congregazione in Monte Oliveto.
Nel suo lavoro astronomico si distinse per le osservazioni sui satelliti di Giove migliorando le tabelle galileiani sui movimenti di questi corpi celesti.
Solo dopo la morte prematura di Renieri, avvenuta a Pisa nel 1647, furono pubblicate i suoi studi sulle lune di Giove. Poiché sembra che i suoi scritti fossero stati trafugati da un uomo di nome Giuseppe Agostini della corrispondenza epistolare con Galilei sono giunte a noi solo due lettere.
Famiano Michelini gli succedette alla cattedra di matematica, rimasta vacante dopo la sua morte, presso l'Università di Pisa.
Un cratere meteoritico lunare a sud-est del Cratere Galilaei gli fu dedicato con il nome di cratere Reiner.

## Opere

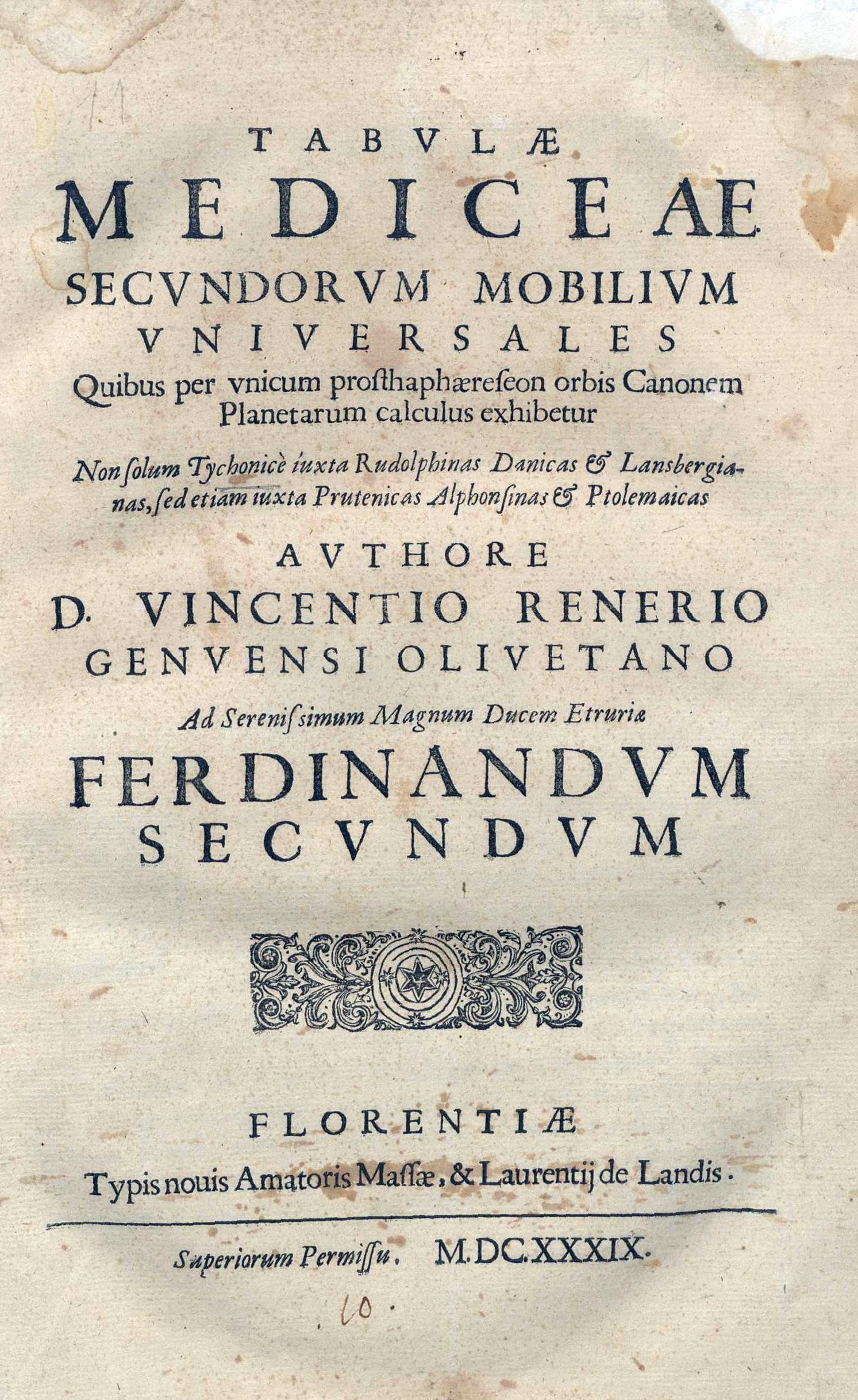
Tabulae Mediceae secundorum mobilium uniuersales, 1639

- Expugnata Hierusalem, poema, Macerata: Petrum Salvionum 1628
- (LA) Tabulae Mediceae secundorum mobilium uniuersales, Firenze, Amadore Massi & Lorenzo Landi, 1639.
- Tabulae motuum cælestium universale: Serenissimi Magni Ducis Etruriae Ferdinandiova II auspicijs Primo editæ, e Mediceæ nuncupati, nunc vero auctæ, recognitæ, atque ... Bernardini Fernandez de Velasco ... iussu, recusæ ac sumptibus ..., Firenze: Amatoris massae Foroliuien 1647